# Белокудренник чёрный
Белоку́дренник чёрный (лат. Ballóta nígra) — растение; вид рода Белокудренник семейства Яснотковые.

## Распространение и среда обитания
Произрастает в Европе, Северной Африки (север Алжира, Марокко и Туниса), Западной Азии и на Кавказе.

## Ботаническое описание
Многолетнее травянистое растение с четырёхугольным прямостоячим ветвистым стеблем. В высоту достигает 120 см.

## Названия
Другие русские названия: белокудренник сорный, чернокудренник.